# 데브레첸 소시지

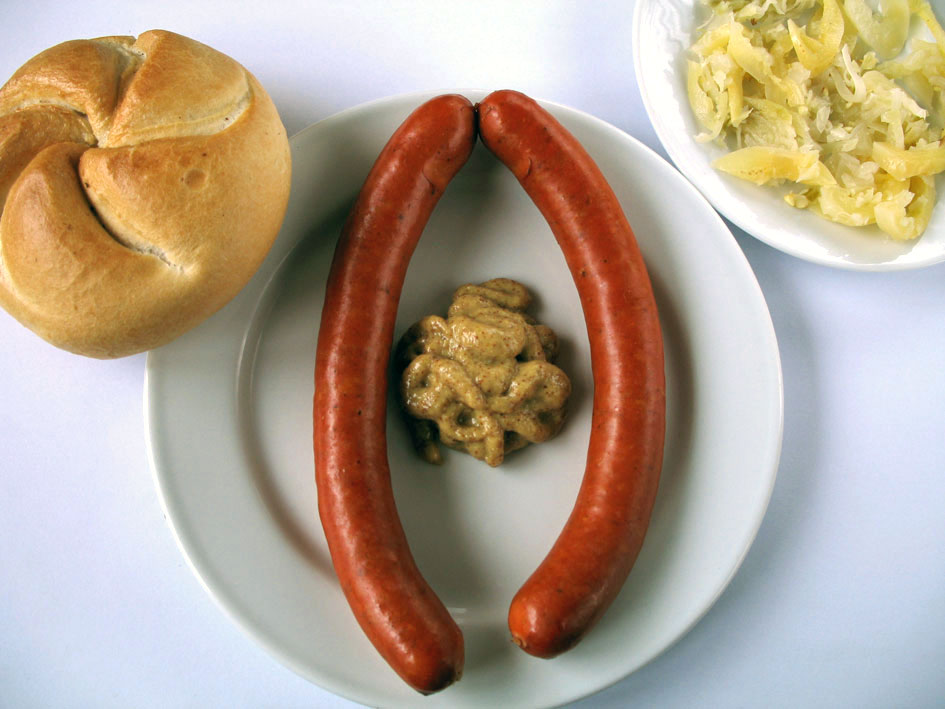
데브레첸 소시지

데브레첸 소시지(Debrecen sausage)는 헝가리의 도시인 데브레첸의 이름을 딴 소시지이다. 헝가리 외에도 오스트리아-헝가리 제국에 속했던 지역(오스트리아, 이탈리아 북부, 크로아티아, 세르비아, 체코, 슬로바키아, 루마니아 서부, 우크라이나 서부 등)에서 두루 먹는다. 헝가리에서는 데브레체니 콜바스(헝가리어: Debreceni kolbász)로, 오스트리아 등 독일어권에서는 데브레치너(독일어: Debrecziner)로 불리며, 이탈리아에서는 살시차 디 데브레첸(이탈리아어: salsiccia di Debrecen)으로 알려져 있다.
데브레첸 소시지는 돼지고기 소시지로, 파프리카가루를 많이 넣어 주황색을 띤다. 파프리카가루 외에도 마늘, 흑후추, 마조람 등으로 양념해 만드는데, 훈연은 하지 않거나 살짝만 하는 경우가 많다. 보통 두 개가 한쪽 끝이 이어진 상태로 팔기 때문에 흔히 "데브레첸 쌍 소시지"라는 뜻인 데브레체니 파로시 콜바스(헝가리어: Debreceni páros kolbász)로 불린다.